# Message (마이네임의 음반)
《Message》는 대한민국의 음악 그룹인 마이네임의 데뷔 음반이다. 2011년 10월 28일에 발표되었다.

## 수록곡
1. 메시지 (Message)
2. 메시지 (Message) (inst.)